# Lamnostoma kampeni
Lamnostoma kampeni är en fiskart som först beskrevs av Weber och De Beaufort, 1916.  Lamnostoma kampeni ingår i släktet Lamnostoma och familjen Ophichthidae. Inga underarter finns listade i Catalogue of Life.